# George Bird Grinnell
George Bird Grinnell (Brooklyn, 20 september 1849 - New York, 11 april 1938) was een Amerikaanse natuurwetenschapper, historicus, etnoloog en auteur. Hij was een pleitbezorger voor natuurbehoud en het behoud van de Indiaanse cultuur. Zijn grootste prestatie is de bescherming van de Amerikaanse bizon nadat in de jaren 1860 kuddes van enkele miljoenen dieren waren uitgeroeid.

## Biografie
Grinnell kwam uit een rijke en politiek invloedrijke familie. Hij ging naar de Yale University en behaalde zijn Bachelor of Arts-graad in 1870 en zijn doctoraat in de zoölogie in 1880. Na zijn eerste graad ging hij naar het westen, waar hij in 1872 kon deelnemen aan de laatste grote bizonjacht van de Pawnee-indianen. In 1874 was hij in staatsdienst als wetenschapper bij de expeditie van George Armstrong Custer naar de Black Hills, waarbij Custer illegaal het exclusieve jachtgebied van de Lakota Sioux binnenviel en goudafzettingen in de bergen ontdekte en onderzocht. Twee jaar later werd hij uitgenodigd, maar weigerde hij mee te doen aan de vervolgexpeditie van Custer die leidde tot de Slag bij de Little Bighorn River, de dood van Custer en de vernietiging van het 7e Cavalerieregiment. In 1875 nam hij deel aan een expeditie naar Yellowstone National Park, opgericht in 1872.

### Auteur en natuurbeschermer
In 1876 aanvaardde hij de functie van redacteur van het tijdschrift Forests and Streams, dat literaire artikelen publiceerde over jagen, vissen en leven in en met de natuur en gewijd was aan een romantische kijk op de natuur. Hier publiceerde hij zijn eerste artikelen over de Yellowstone-expeditie met een focus op natuurbehoud en het behoud van natuurlijke hulpbronnen. In 1885 kwam hij voor het eerst naar de Rocky Mountains in Montana nabij de Canadese grens en was gefascineerd door de majestueuze berglandschappen. Maar hij kwam ook in nauwer contact met de Indianen van de regio en het beheer van de reservaten via het Bureau of Indian Affairs.
In 1886 richtte hij de voorloper van de Audubon Society op als een ornithologische vereniging met een sterke focus op de bescherming van het vogelleven, in tegenstelling tot de bestaande American Ornithologists' Union, die de jacht op vogels uitriep in het belang van wetenschappelijke gegevensverzameling.
Het jaar daarop was hij medeoprichter van de Boone and Crockett Club, een verantwoordelijke vereniging voor jacht, natuurbehoud en natuurbehoud, opgericht door de toekomstige Amerikaanse president Theodore Roosevelt, soldaat en padvinder-oprichter Frederick Russell Burnham, generaal William Tecumseh Sherman, later stichtend directeur van de US Forest Service, Gifford Pinchot en Grinnell.
In 1895 was hij terug in Montana en werd op verzoek van de Blackfoot-indianen, met wie hij een aantal jaren nauwe banden had onderhouden, benoemd tot lid van een regeringscommissie die een verdrag opstelde voor de overdracht van het berggedeelte van het Blackfoot-reservaat aan de federale regering tegen de onderhandelde voedselvoorziening voor de Blackfoot en een trust van $ 1,5 miljoen. Het reservaat omvatte de vlakten ten oosten van de Rocky Mountains en de bergen tot aan de hoofdkam. De regering wilde de bergen eigenlijk openstellen voor mijnbouw omdat er minerale afzettingen werden vermoed. Omdat hij niet geloofde in winstgevende afzettingen vanwege zijn goede kennis van de bergen, was Grinnell van plan om de oostelijke flank van de noordelijke Rocky Mountains samen te voegen met het bosreservaat dat Gifford Pinchot en de natuuronderzoeker en natuurbeschermer John Muir aan het voorbereiden waren net naast de westelijke flank van de bergen. In 1897 riep president Grover Cleveland het uitgebreide Lewis and Clark Forest Reserve uit. Grinnell was al vooruit aan het plannen en riep op tot een nationaal park in de noordelijke Rocky Mountains.
Hij was lid van de Harriman-Alaska-expeditie in 1899, die voor het eerst een deel van de kustwateren van Alaska verkende. Vanaf 1910 publiceerde hij de rapporten van de wetenschappelijke deelnemers. Hij schreef ook verschillende boeken over de jacht.

### Cultuur van de prairie-indianen
Sinds 1889 schreef hij over het leven en de cultuur van de prairie-indianen. Beginnend met een werk over de Pawnees, waarin hij verhalen van volksmythe en legende vermengde met zijn eigen verhalen over de manier van leven, volgde in 1892 een soortgelijk boek over de Blackfoot. In 1893 riep hij op tot de handhaving van de bestaande alcoholverboden in Indiaanse reservaten en vanaf 1895 schreef hij verschillende uitgebreide werken over de Indiaanse cultuur.
Vanaf 1899 schreef hij een serie van acht kinder- en jeugdboeken over het leven in het westen van de Verenigde Staten, over indianen en de tijd van de cowboys, wat bijna verleden tijd was. Hij gaf verschillende lezingen over Indiaanse culturen en voerde campagne tegen corruptie en wanbeheer van de reservaten.

### Bescherming van bizons
Bizons waren sinds de jaren 1850 bijna uitgestorven in de Verenigde Staten. In de jaren 1830 leefden naar schatting 30 miljoen dieren in de Great Plains en vormden de basis van het dieet en de cultuur van de prairie-indianen, maar ze werden bijna weggevaagd met de aanleg van de spoorlijn. Eerst massaal geschoten om spoorwegarbeiders te bevoorraden, werden ze al snel het slachtoffer van jachttoerisme dat mogelijk werd gemaakt door de spoorweg. In 1894 leefden er slechts ongeveer 200 dieren in Yellowstone National Park als de laatste wilde bizon in de Verenigde Staten. Hoewel wettelijk beschermd, verminderde stroperij hun aantal tot een dieptepunt in 1902 met nog maar 23 dieren over. Vanaf het begin van de jaren 1890 riep Grinnell in verschillende publicaties op tot de bescherming van de soort en organiseerde hij politieke druk op het Amerikaanse ministerie van Binnenlandse Zaken, totdat de legereenheden in Fort Yellowstone die voor het nationale park zorgden, het afweren van stropers een prioriteit maakten en de basis voor een herstel van de populatie legden.

### Glacier National Park
Sinds 1891 loopt de lijn van de Great Northern Railway over de bergkam van de Rocky Mountains bij Marias Pass in het Lewis and Clack Forest Reserve. Louis W. Hill, zoon van James J. Hill, president van de Great Northern Railway, werd Grinnells bondgenoot in de vraag naar een nationaal park omdat hij hoopte dat het toerisme het gebruik van de spoorlijn zou verbeteren. Grinnell argumenteerde met de grootte en schoonheid van het landschap, dat hij de Kroon van het Continent noemde in een invloedrijk artikel uit 1901. Maar hij schetste ook de praktische voordelen die een nationaal park op de hoofdkam van de Rocky Mountains, dat ook de continentale kloof en dus de centrale bovenloop van Noord-Amerika was, zou hebben voor de waterkwaliteit in het westen van de Verenigde Staten. In 1910 had jarenlang lobbyen succes en het Amerikaanse Congres wees het noorden van de Rocky Mountains toe aan Glacier National Park. Een berg, twee meren, een beekje en een gletsjer in het park dragen nu de naam van Grinnell.
In 1911 gaf Grinnell de redactie van Forests and Streams op. In 1919 werd hij medeoprichter en een tijdlang voorzitter van de National Parks Association. In 1920 schreef hij When buffalo ran, een ander boek over de centrale thema's van zijn leven. In 1923 publiceerde hij zijn belangrijkste etnografische werk The Cheyenne Indians in twee delen over de Cheyenne en vervolgens historische werken over onderwerpen uit het Wilde Westen-tijdperk.

## Overlijden
George Bird Grinnell overleed in april 1938 op 88-jarige leeftijd in New York en werd begraven op Woodland Cemetery in The Bronx.

## Werk (selectie)
- Pawnee hero stories and folk-tales, with notes on the origin, customs and character of the Pawnee people, New York, Forest and stream publishing company, 1889.
- Blackfoot lodge tales; the story of a prairie people, New York, Scribner, 1892.
- Hunting in many lands; the book of the Boone and Crockett club. Herausgeber: Theodore Roosevelt, George Bird Grinnell. New York, Forest and stream publishing company, 1895.
- The story of the Indian, New York, D. Appleton and company, 1895.
- The Indians of to-day, Chicago, New York, H.S. Stone and company, 1900.
- Harriman Alaska series in zwölf Bänden. Herausgeber: George Bird Grinnell. City of Washington : Smithsonian Institution, 1910–1914.
- Jack, the young ranchman; or, A boy’s adventures in the Rockies, New York, F. A. Stokes, 1899 (en zeven verdere kinderboeken).
- When buffalo ran, New Haven, Yale University Press, 1920.
- The Cheyenne Indians, New Haven, Yale University Press, 1923.
- The fighting Cheyennes, New York, C. Scribner’s sons, 1915.
- Two great scouts and their Pawnee battalion; the experiences of Frank J. North and Luther H. North, pioneers in the great West, 1856-1882, and their defence of the building of the Union Pacific railroad, Cleveland, The Arthur H. Clark company, 1928.